# 北極五
北極五（Σ 1694，斯特魯維 1694），也稱為天樞（不是北斗七星的天樞），是在星座鹿豹座的一顆雙星。
北極五是由5.3m的北極五A和5.9m的北極五B這兩顆恆星組成的雙星：
- 北極五A：Σ 1694A（HD 112028）是白色的A型巨星，視星等 5.28m。它距離地球大約300光年。
- 北極五B：Σ 1694B（HD 112014）是光譜聯星，其兩顆成員都是A型主序星。

諾頓星圖將這對恆星描述為淡黃色和藍色。
北極五也稱為鹿豹座32H，它不是佛蘭斯蒂德命名法命名的，而是約翰·赫維留斯在鹿豹座中命名的第32顆恆星；在拜耳命名法的名稱是御夫座ξ。在「大英國協星表」中，這對恆星被列為小熊座。

## 中文名稱
在中文，“北極”是紫微垣的其中一個星官，包含 Σ 1694、小熊座γ、小熊座β、小熊座5、和小熊座4。Σ 1694被稱為“天樞”，意思是「天球的樞紐」，亦稱“北極五”，北極的第五顆星
這顆恆星在漢朝到宋代被中國人視為北極星。

## 外部連結
- 與中國古代天文有關的雜事

|  | 这是一个同类索引条目，列出擁有相同或近似名稱的同類型項目。 若您循內部連結來到此頁面，請考慮修正該，將其指向正確的條目。 |

| 前任者： 小熊座β星 （帝星・北極二） | 北極星 | 繼任者： 小熊座α星 （勾陳一） |